# Chryseis

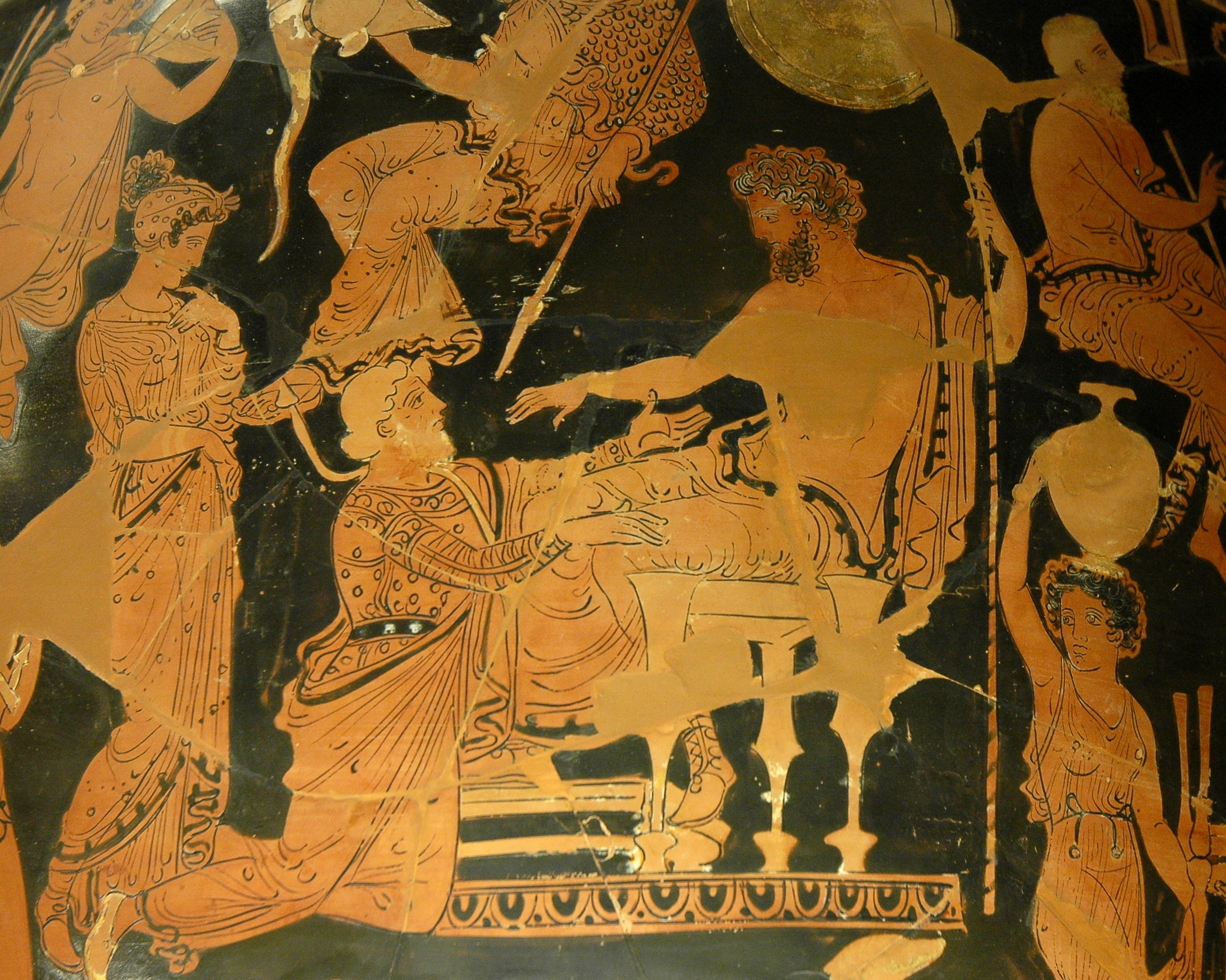
Chryses versucht, seine Tochter Chryseis von Agamemnon zu erpressen. Seite A eines apulischen Volutenkraters, ca. 360-350v.Chr., gefunden in Taranto.

Chryseis (altgriechisch Χρυσηίς Chrysēís) ist in der griechischen Mythologie die Tochter des Priesters Chryses am Heiligtum des Apollon Smintheus in Chryse und Nichte des Brises.
Sie wurde im Trojanischen Krieg von Achilles geraubt, bei der Beuteaufteilung jedoch Agamemnon zugesprochen und zu seiner Geliebten gemacht. Zu Beginn der Ilias erzählt Homer: „Als ihr Vater sie im Lager der Griechen von Agamemnon zurückerbat, wurde er von diesem bedroht und davongejagt. Er flehte Apollon um Rache an und dieser sandte seine Pfeile ins Lager der Griechen, wo sie Tod, Pest und Verderben brachten. Agamemnon musste Chryseis zurückgeben, um den Gott gnädig zu stimmen, forderte jedoch als Ersatz die Konkubine des Achilles, Briseis. Dieser musste sich dem Heerführer beugen, verweigerte aus gekränkter Eitelkeit den weiteren Kriegsdienst und brachte so die Griechen in große Nöte.“ Dieser „Zorn des Achilles“ ist ein Leitthema der Ilias.
Die Figur der Chryseis wurde vom US-amerikanischen Schriftsteller Philip José Farmer in dessen Romanzyklus Die Welt der tausend Ebenen (The World of Tiers) aufgegriffen, wo sie die Gefährtin von Jadawin, des Lords der titelgebenden Welt, verkörpert. Auch der Asteroid (202) Chryseïs ist nach ihr benannt.

## Künstlerische Verarbeitung

### Film und Fernsehen
Darstellungen der Chryseis wurden in Filmen und TV-Serien u. a. von den folgenden Schauspielerinnen verkörpert.
- Eleonora Bianchi, in: Achilles, Spielfilm, Italien, 1962, 118 Min., Regie: Marino Girolami.
- Jamie Lee Money, in: Troja – Untergang einer Stadt, TV-Serie, USA, Vereinigtes Königreich, 2018.[4]